# 1-fluoro-2,4-dinitrobenzene
L'1-fluoro-2,4-dinitrobenzene, o reattivo di Sanger, è un alogenuro arilico e un nitrocomposto derivato del benzene.
A temperatura ambiente si presenta come un liquido giallo dall'odore di acido nitrico. È un composto allergenico.
Il dinitrofluorobenzene è utilizzato come sostanza in grado di mascherare il gruppo –NH2 o per il sequenziamento delle proteine.